# 杨伯江
杨伯江（1964年9月—），中国社会科学院日本研究所所长， 中华日本学会常务副会长（法人代表）、中国亚洲太平洋学会副会长、中国社会科学院东海问题研究中心主任、中国太平洋学会常务理事。美国哈佛大学访问学者、美国布鲁金斯学会访问学者、中国现代国际关系研究院日本研究所所长，第三批国家“万人计划”哲学社会科学领军人才。

## 生平
1964年9月杨伯江出生于中国天津市，1989年毕业于国际关系学院，2007年获中国现代国际关系研究院法学博士学位。
杨伯江先后担任中国社会科学院日本研究所研究员、副所长、所长，中华日本学会副会长，中国亚洲太平洋学会副会长、中国社会科学院东海问题研究中心主任、中国太平洋学会常务理事。美国哈佛大学访问学者、美国布鲁金斯学会访问学者、中国现代国际关系研究院日本研究所所长。

## 著作
- 杨伯江 主编：《平成时代: 日本三十年发展轨迹与前瞻》，2022年3月
- 杨伯江 主编：《日本研究文选》（1981～2020）（全2册）2021年6月
- 杨伯江 主编：《日本蓝皮书:日本研究报告》（2019）
- 杨伯江 主编《中国对日外交战略思想与实践》（2018）
- 杨伯江 主编：《日本蓝皮书:日本研究报告》（2018）
- 杨伯江 刘瑞 主编：《一带一路推进过程中的日本因素》（智库丛书），2017年1月